# La Tête de Méduse
Pour les articles homonymes, voir Tête de Méduse (homonymie).

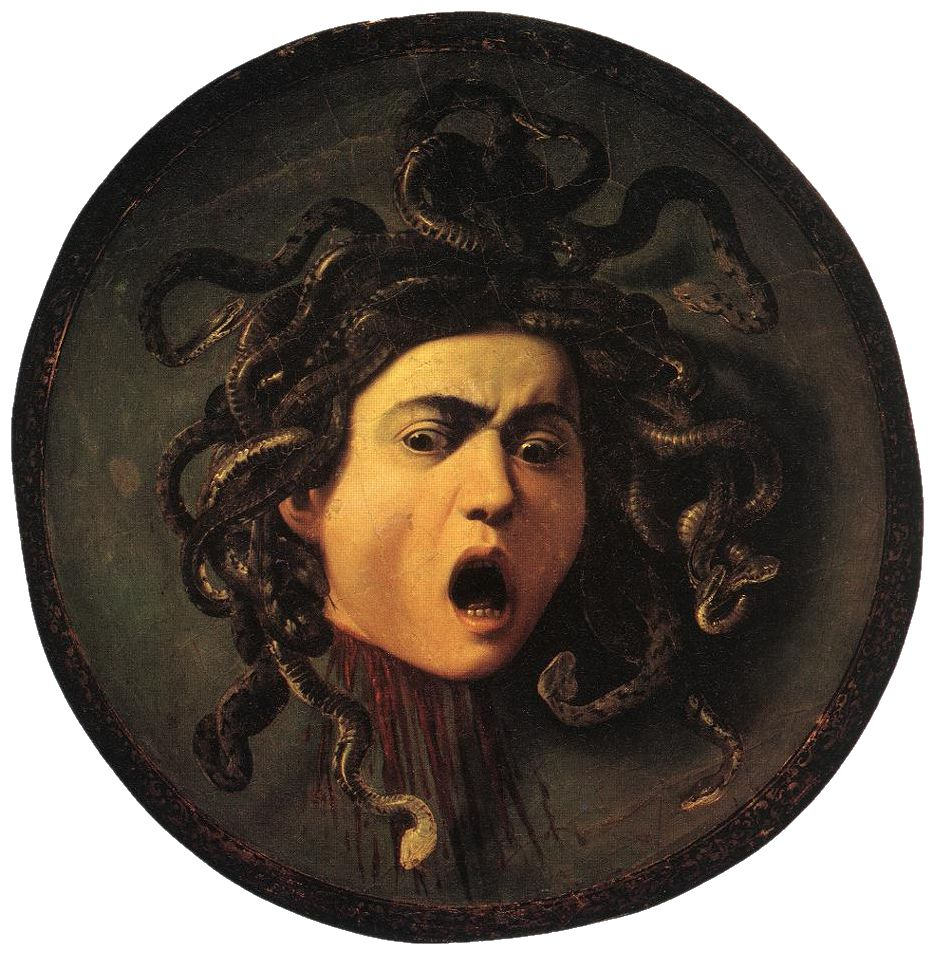
Méduse, par Le Caravage, c. 1597

La Tête de Méduse est un court écrit de Sigmund Freud, rédigé en 1922, dans lequel est abordé l'idée de l'angoisse de castration.

## Arguments
Dans ce texte, Freud établit une analogie entre la décapitation de Méduse, et l'angoisse de castration que peut ressentir un garçon confronté à la perception qu'il a des organes génitaux de sa mère, vision des organes féminins provoquant l' effroi.

## Reprises
Cet argument est repris par Freud les années suivantes, dans  « Le Clivage du moi ». Freud associe alors la possibilité d'une fascination à l'effroi initialement décrit. En 1923, Freud développe la théorie du stade phallique génital en tant que stade de la sexualité génitale infantile, stade organisé par le complexe de castration.
La même année, Sándor Ferenczi rédige Symbolisme de la tête de Méduse, où il « partage avec Freud l’idée que l’angoisse de castration fait le fond de la figure de Méduse mais s’en distingue en ne spécifiant pas qu’elle porte sur le sexe de la mère, il s’agit plus généralement pour lui de la vue des organes génitaux dépourvus de pénis (castrés) ».

#### Textes de référence
- Sigmund Freud,
  - « La tête de Méduse » (1922), in : Freud, Résultats, idées, problèmes, II, P.U.F, 1985.
  - Le clivage du moi dans le processus de défense (1938).
- Sándor Ferenczi, « Symbolisme de la tête de Méduse » (1923) , in Oeuvres complètes III, Payot.

#### Études
: document utilisé comme source pour la rédaction de cet article.
- Collectif, « La déconcertante réalité du clivage » (argument du numéro),  dans : Libres Cahiers pour la psychanalyse, 2001/2 (N°4), p. 7-11. DOI : 10.3917/lcpp.004.0007. [lire en ligne]
- Janine Filloux, « La peur du féminin : de « La tête de Méduse » (1922) à « La féminité » (1932) », Topique 1/2002 (no 78) , p. 103-117, DOI 10.3917/top.078.0103, [lire en ligne]